# ASASSN-V J213939.3-702817.4
ASASSN-V J213939.3-702817.4 (còn được gọi là ASAS-SN-V J213939.3-702817.4 và J213939.3-702817.4) là một ngôi sao, trước đây không có gì biến đổi, được tìm thấy có liên quan đến một sự kiện ánh sáng của nó có hiện tượng mờ sâu khác thường đã được phát hiện bởi dự án Khảo sát tự động toàn bộ bầu trời của SuperNovae (ASAS-SN), và lần đầu tiên được báo cáo vào ngày 4 tháng 6 năm 2019 trong "Điện tín của nhà thiên văn học".
Ngôi sao, nằm trong chòm sao Ấn Đệ An, có khoảng cách khoảng 1.113 ± 33 pc (3.630 ± 110 ly) , lần đầu tiên được quan sát vào ngày 13 tháng 5 năm 2014 (UT) bởi ASAS-SN, và, tính đến ngày 04 tháng 6 năm 2019, đã dẫn đến hơn 1580 điểm dữ liệu, bao gồm một cường độ trung bình độ sáng biểu kiến với g ~ 12,95. Vào ngày 4 tháng 6 năm 2019, ngôi sao được báo cáo đã giảm dần từ g ~ 12,96 tại HJD 2458635.78, đến g ~ 14,22 tại 2458637,95 và đến ngày 4 tháng 6 năm 2019, dường như trở lại trạng thái yên tĩnh 13,29 tại HJD 2458638,89. Theo nhà thiên văn học Tharindu Jayasinghe, một trong những người phát hiện ra sự kiện ánh sáng mờ sâu của nó, "[Ngôi sao] đã không hoạt động quá lâu và sau đó đột nhiên giảm độ sáng đi rất nhiều... Và tại sao điều đó xảy ra, chúng tôi vẫn chưa biết.